# إريك أندرسون (لاعب هوكي جليد سويدي)
إريك أندرسون (بالسويدية: Erik Andersson)‏ هو لاعب هوكي جليد سويدي، ولد في 19 أغسطس 1971 في ستوكهولم في السويد.

## وصلات خارجية
- إريك أندرسون على موقع دوري الهوكي الوطني (الإنجليزية)
- إريك أندرسون على موقع EliteProspects.com (الإنجليزية)
- إريك أندرسون على موقع Eurohockey.com (الإنجليزية)
- إريك أندرسون على موقع HockeyDB.com (الإنجليزية)
- إريك أندرسون على موقع Hockey-Reference.com (الإنجليزية)